# Bahnstrecke Mariënberg–Almelo
| Karte der Strecke |                      |                                      |                                      |
| Streckenlänge: | 18,8 km              |                                      |                                      |
| Spurweite: | 1435 mm (Normalspur) |                                      |                                      |
| Streckengeschwindigkeit: | 80 km/h              |                                      |                                      |
| Zweigleisigkeit: | eingleisig           |                                      |                                      |
| |                      |                                      |                                      |
| \| \| \| Strecke von Stadskanaal \| \| \| \| 0,0 \| Mariënberg \| Mariënberg \| \| \| \| Strecke nach Zwolle \| \| \| \| 3,8 \| Geerdijk \| Geerdijk \| \| \| 6,0 \| Vroomshoop \| Vroomshoop \| \| \| \| Linderbeek \| \| \| \| 7,8 \| Daarlerveen \| Daarlerveen \| \| \| 10,1 \| Westerhoeve \| Westerhoeve \| \| \| 12,5 \| Vriezenveen \| Vriezenveen \| \| \| 15,4 \| Bahnstrecke Bedrijvenpark Twente \| Bahnstrecke Bedrijvenpark Twente \| \| \| 16,2 \| Aadorp \| Aadorp \| \| \| \| Twentekanal \| \| \| \| \| Strecken von Zwolle und von Deventer \| \| \| \| 18,8 \| Almelo \| Almelo \| \| \| \| Strecke nach Salzbergen \| \| |                      |                                      |                                      |
| Strecke |                      | Strecke von Stadskanaal              | Strecke von Stadskanaal              |
| Bahnhof | 0,0                  | Mariënberg                           | Mariënberg                           |
| Abzweig geradeaus und nach rechts |                      | Strecke nach Zwolle                  | Strecke nach Zwolle                  |
| ehemaliger Bahnhof | 3,8                  | Geerdijk                             | Geerdijk                             |
| Bahnhof | 6,0                  | Vroomshoop                           | Vroomshoop                           |
| Brücke über Wasserlauf |                      | Linderbeek                           | Linderbeek                           |
| Bahnhof | 7,8                  | Daarlerveen                          | Daarlerveen                          |
| ehemaliger Haltepunkt / Haltestelle | 10,1                 | Westerhoeve                          | Westerhoeve                          |
| Bahnhof | 12,5                 | Vriezenveen                          | Vriezenveen                          |
| Abzweig geradeaus und von rechts | 15,4                 | Bahnstrecke Bedrijvenpark Twente     | Bahnstrecke Bedrijvenpark Twente     |
| ehemaliger Haltepunkt / Haltestelle | 16,2                 | Aadorp                               | Aadorp                               |
| Brücke über Wasserlauf |                      | Twentekanal                          | Twentekanal                          |
| Abzweig geradeaus und von rechts |                      | Strecken von Zwolle und von Deventer | Strecken von Zwolle und von Deventer |
| Bahnhof | 18,8                 | Almelo                               | Almelo                               |
| Strecke |                      | Strecke nach Salzbergen              | Strecke nach Salzbergen              |

Die Bahnstrecke Mariënberg–Almelo wurde am 1. Oktober 1906 eröffnet und verbindet den Bahnhof Mariënberg mit dem Bahnhof Almelo in den Niederlanden. Die Bahnstrecke ist eingleisig mit Kreuzungsmöglichkeiten in Vroomshoop und Vriezenveen. 

## Geschichte

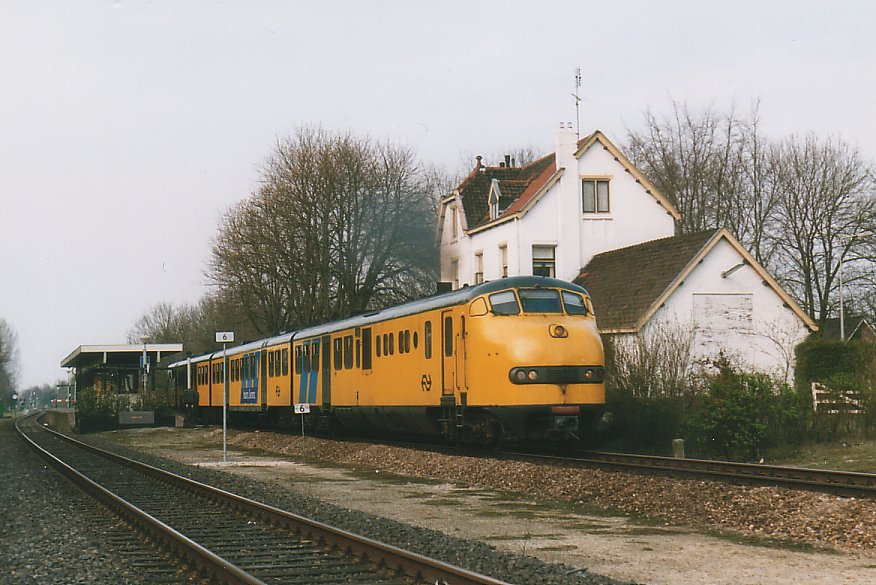
Bahnhof Vroomshoop (1998)

Die Bahnstrecke ist eine Zweigstrecke der Bahnstrecke Zwolle–Stadskanaal, sie wurde durch die Noordoosterlocaalspoorweg-Maatschappij (NOLS) angelegt. Die Linie war am Anfang des 20. Jahrhunderts ein entscheidendes Stück der Verbindung zwischen Twente und dem Hafen in Delfzijl. Schon vor dem Zweiten Weltkrieg wurden Teile des Bahnnetzes der NOLS geschlossen und auch die Bahnstrecke Mariënberg–Almelo verlor an Bedeutung. Für den Personenverkehr hat die Strecke nie eine wichtige Funktion gehabt, wichtiger war bis 1996 den Abtransport von Erdöl von Schoonebeek nach Pernis.
Neben den Personenverkehr wird die Strecke noch immer für den Güterverkehr nach Coevorden benutzt.

## Bahnhöfe

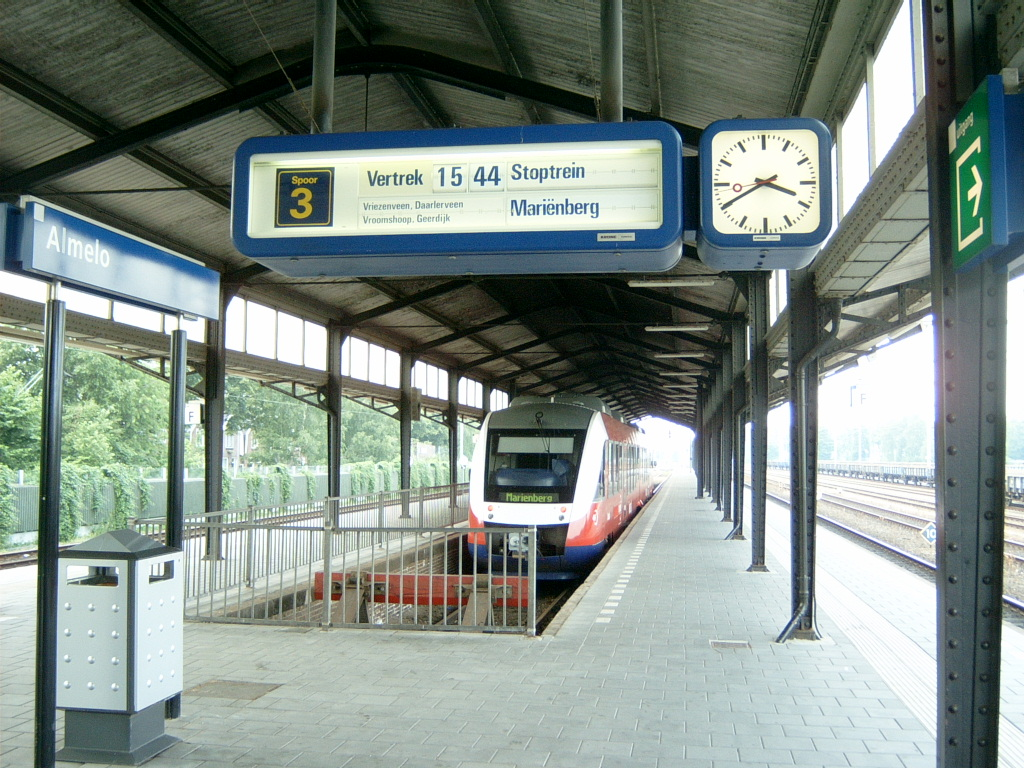
Bahnsteig in Almelo für diese Linie

An der Strecke liegen folgende Bahnhöfe:
- Bahnhof Mariënberg, gebaut 1903 NOLS, Typ NOLS 1. Klasse
- Bahnhof Geerdijk (früher Vroomshoop-Geerdijk), kein Bahnhofsgebäude
- Bahnhof Vroomshoop (früher Den Ham-Vroomshoop), gebaut 1905 NOLS, Type NOLS 2. Klasse
- Bahnhof Daarlerveen (früher Boldijk en Daarle), ein Bahnhofsgebäude
- Bahnhof Vriezenveen, kein Bahnhofsgebäude (abgerissen 1984)
- Bahnhof Almelo, 1962, NS, Entwurf von Koenraad van der Gaast

Der Bahnhofs Geerdijk wurde am 30. April 2016 geschlossen, nachdem seit längerem darüber diskutiert wurde, weil bei Fahrgastzählungen im Jahr 2005 nur 50 Personen den Bahnhof benutzten.

## Betrieb

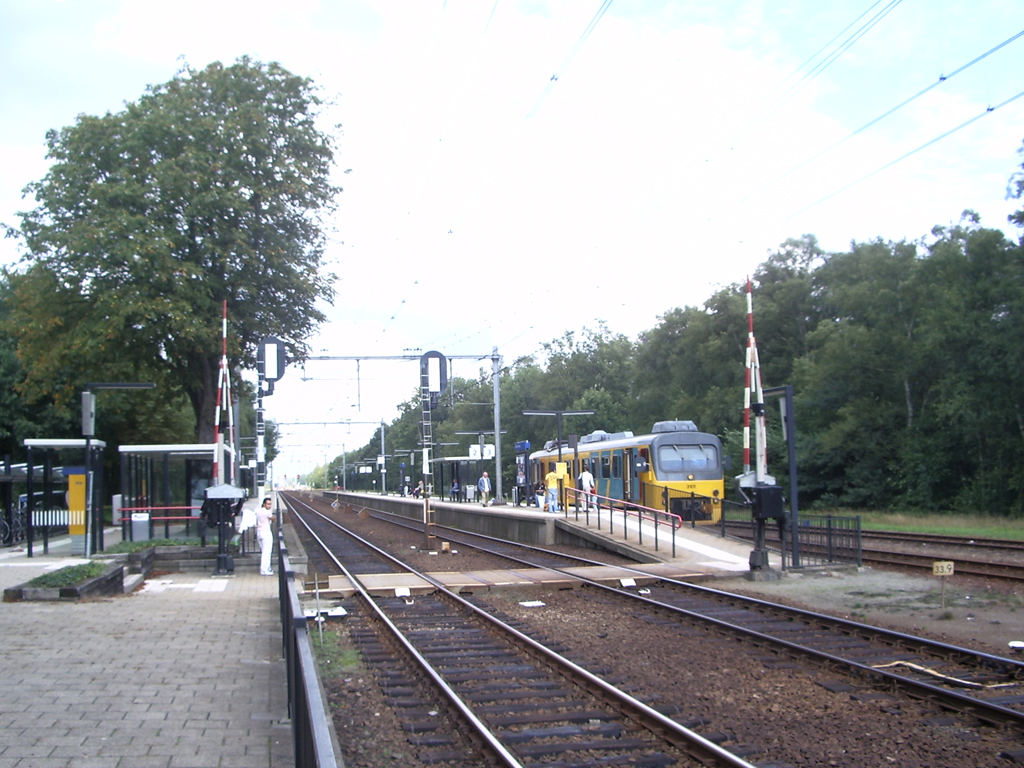
Bahnhof Mariënberg mit einem "Veenexxpres"

Mariënberg–Almelo war die erste Bahnstrecke in den Niederlanden, die privatisiert wurde. 1998 wurde der Bahnbetrieb durch Oostnet von der Nederlandse Spoorwegen übernommen. Oostnet fuhr auf der Strecke mit den Zug Plan-X. Das war die letzte Strecke in den Niederlanden, auf der Plan-X-Züge planmäßig in Betrieb waren. 
Ab 2002 wurde die Strecke durch Connexion befahren, die zwei „Wadlopers“ für diesen Verkehr mietete. Wadloper wurde in „Veenexxpres“ geändert. Später fuhr Syntus im Auftrag von Connexion. Es wurden zwei LINT-Züge gekauft und rot lackiert.
Von Dezember 2013 bis Dezember 2027 verkehrt Arriva zwischen Almelo und Hardenberg. 